# Can't Help Falling in Love
Can't Help Falling in Love è un brano musicale scritto da George Weiss, Hugo Peretti e Luigi Creatore, la cui melodia è basata su un'antica canzone del XVIII secolo intitolata Plaisir d'amour opera di Martini il Tedesco su parole di Jean-Pierre Claris de Florian. Il brano fu riadattato con un nuovo testo, per l'inserimento nella colonna sonora del film Blue Hawaii, con protagonista Elvis Presley. Durante i cinque decenni successivi, la canzone è stata fatta oggetto di cover da parte di moltissimi artisti.

## Versione di Elvis Presley
Elvis Presley registrò la sua celebre versione del brano, che salì in vetta alle classifiche di mezzo mondo nel 1962, agli studi Radio Recorders di Hollywood il 21, 22, e 23 marzo 1961. Il singolo Can't Help Falling in Love/Rock-A-Hula Baby venne pubblicato un mese dopo l'uscita del disco della colonna sonora del film Blue Hawaii. Negli Stati Uniti Can't Help Falling in Love raggiunse la posizione numero 2 nella classifica Billboard Hot 100, mentre la B side si piazzò alla posizione numero 23.
Durante le esibizioni in concerto di fine anni sessanta e durante tutti gli anni settanta, il brano era la classica conclusione di ogni spettacolo di Presley. In particolare, la canzone fu eseguita durante lo speciale TV della NBC nel 1968, durante i quattro concerti da lui tenuti al Madison Square Garden nel 1972, e alla fine del concerto Aloha from Hawaii del 1973.

### Tracce
1. Can't Help Falling in Love – 2:59 (George David Weiss, Hugo Peretti, Luigi Creatore)
2. Rock-A-Hula Baby – 1:59 (Ben Weisman, Fred Wise, Dolores Fuller)